# Koala australijski
Koala australijski (Phascolarctos cinereus) – gatunek ssaka z rodziny koalowatych (Phascolarctidae), nadrzewne zwierzę roślinożerne, zamieszkujące wschodnią Australię. Koala schodzi na ziemię tylko po to, aby przejść na kolejne drzewo. Żyje samotnie lub w niewielkich grupach złożonych z samca i kilku samic. 

## Taksonomia
Gatunek po raz pierwszy zgodnie z zasadami nazewnictwa binominalnego opisał w 1817 roku niemiecki paleontolog, zoolog i botanik Georg August Goldfuss nadając mu nazwę Lipurus cinereus. Miejsce typowe to Nowa Południowa Walia, Australia.
Phascolarctos cinereus historycznie obejmował trzy podgatunki: adustus z Queensland, nominatywny z Nowej Południowej Walii i victor z Wiktorii i Australii Południowej. Ocena zmienności mtDNA potwierdza, że geograficznie te  odrębne populacje stanowią jedną jednostkę ewolucyjnie istotną, a różnice morfologiczne lepiej interpretować jako zmienność w ramach ekokliny, a nie odrębność podgatunkową. Autorzy Illustrated Checklist of the Mammals of the World uznają ten gatunek za monotypowy. Jest jedynym współcześnie żyjącym przedstawicielem rodzaju koala (Phascolarctos) i rodziny koalowatych (Phascolarctidae).

### Etymologia nazw łacińskich
- Phascolarctos: gr. φασκωλoς phaskōlos ‘skórzany worek, torba’; αρκτος arktos ‘niedźwiedź’[16].
- cinereus: łac. cinereus ‘popielaty, koloru popiołu’, od cinis, cineris ‘popioły, prochy’[17].

### Etymologia nazwy zwyczajowej
Słowo koala pochodzi od słowa gula z języka dharug. Samogłoska /u/ była pisana alfabetem łacińskim jako oo, została zamieniona na oa prawdopodobnie z powodu błędu. Koala jest popularnie nazywany „misiem koala”, co błędnie sugeruje pokrewieństwo z niedźwiedziami.

## Zasięg występowania
Koala australijski występuje we wschodniej i południowo-wschodniej Australii, gdzie jest rozpowszechniony, ale w nieco niejednolitej dystrybucji od okolic Cairns w północnym Queensland w dół wschodniej Australii, przez Nową Południową Walię, Wiktorię i poprzez południowo-wschodnią Australię Południową. Introdukowany na różnych wyspach w okolicach Queensland i Wiktorii oraz w kilku miejscach w Australii Południowej.

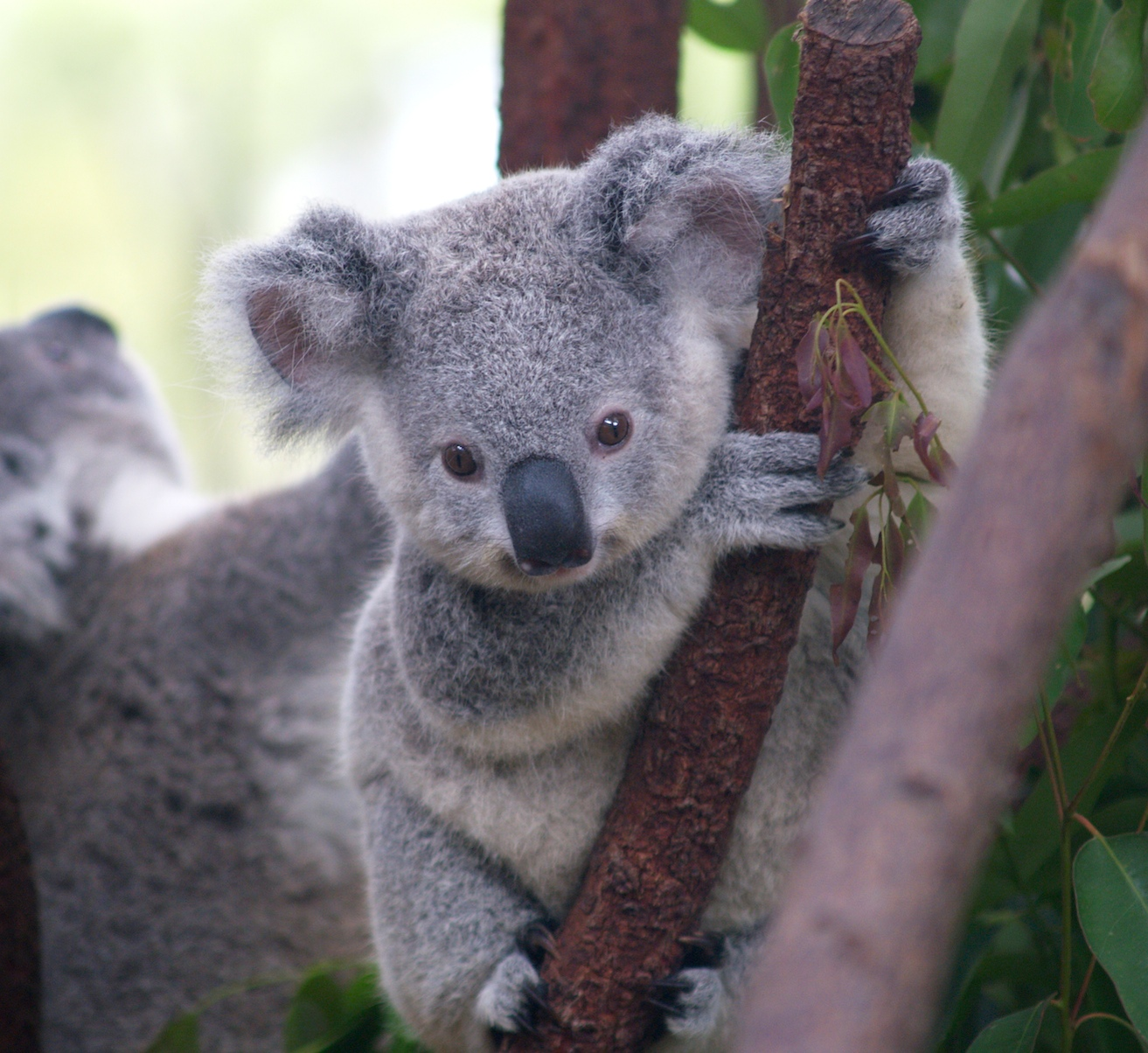
Młody koala australijski

## Morfologia
Długość ciała samic to 65–73 cm, a samców 67–82 cm. Masa ciała samic waha się  w przedziale 4,1–11 kg, u samców natomiast waga jest nieco większa i znajduje się w przedziale 4,2–14,9 kg.
Ich futro jest szare lub brązowe, zależnie od położenia geograficznego. Mają też białe akcenty futra, zwykle są to podbródek oraz brzuch. Białą sierść mają także w uszach. 

## Ekologia

### Środowisko życia
Większość swego życia spędza na najwyższych gałęziach drzew eukaliptusowych. Występuje na terenach nie wyższych niż 600 m n.p.m
Na podstawie badań przeprowadzonych w 2014 roku na Uniwersytecie w Melbourne ustalono, że koale australijskie chłodzą swoje organizmy schodząc na niższe partie drzew i przyciskając pokryty cienkim futrem brzuch do konarów, ponieważ ich temperatura może być niższa nawet o 7 °C niż temperatura powietrza. Badania przeprowadzone na Uniwersytecie w Sydney dowodzą natomiast, że koale australijskie chłodzą się na „drzewach schronieniach”, takich jak rzewnia, a nie eukaliptus, które są ich źródłem pokarmu.

### Skład pokarmu
Układ trawienny koali australijskiego umożliwia trawienie jedynie liści wybranych gatunków roślin. Koala preferuje eukaliptusy (Eucalyptus), ale uzupełnia też dietę liśćmi kilku gatunków z rodzajów Corymbia, Angophora, Lophostemon, banksja (Banksia), Leptospermum i melaleuka (Melaleuca). Dorosły osobnik zjada dziennie od 0,5 do 1 kg liści. Większość substancji mineralnych pobiera z soczystych liści. Wodę pije rzadko, dopiero gdy z powodu suszy zmniejsza się jej ilość w liściach, pije ją częściej.

### Rozmnażanie
Samce wydają w okresie godowym głośne ryki, które służą samicy przy wyborze partnera do rozrodu. Za donośność dźwięku odpowiadają długie struny głosowe, które przyczepione są do krtani znajdującej się obok trzeciego i czwartego kręgu szyjnego.
Okres godowy występuje od grudnia do marca. Ciąża trwa 25–35 dni. Zazwyczaj rodzi się jedno młode, które jest ślepe i nieowłosione, oraz waży 1 g. Następnie dorasta w torbie matki przez około 6 miesięcy. Podczas pierwszych 5 miesięcy odżywia się mlekiem matki, w 6. miesiącu zaczyna pobierać częściowo przetrawiony pokarm z jelita matki. Młode koala pozostają z matką (najczęściej uczepione jej grzbietu) do następnego okresu godowego. W tym samym czasie osiągają również dojrzałość płciową.

### Styl życia
Żyją około 13 do 18 lat. Ruszają się powoli i śpią przez około 18 godzin w ciągu dnia. Żyją w grupach, jednak każdy osobnik ma swoje drzewo. Jest zwierzęciem aktywnym nocą.

## Ochrona i zagrożenia
Od 1927 r. koala jest objęty całkowitą ochroną. Jest uznawany za gatunek narażony na wyginięcie, w związku ze spadkiem liczebności o 28% w ciągu ostatnich 18–24 lat (trzech pokoleń). Przyczyniła się do tego głównie susza. W latach dwudziestych XXI wieku liczba się podwoiła. Obecnie żarłoczność zwierzęcia zagraża lasom eukaliptusowym.. W Czerwonej księdze gatunków zagrożonych Międzynarodowej Unii Ochrony Przyrody i Jej Zasobów został zaliczony do kategorii VU (ang. vulnerable „narażony”).